# Guildford
Pour les articles homonymes, voir Guildford (homonymie).
Guildford est une ville du sud de l'Angleterre, dans le Surrey. C'est le siège des administrations du district de Guildford et de la région Angleterre du Sud-Est. Guildford est une ville ancienne, comme en témoignent son château du XIIe siècle et ses musées. Son district, dont elle est le chef-lieu, compte 137 183 habitants d'après le recensement de 2011.

## Histoire
Guildford a vraisemblablement  été fondée par des colons saxons peu de temps après la fin de l'autorité de l'Empire romain en Grande-Bretagne (autour de 410 apr. J.-C.)[réf. nécessaire]. L'emplacement fut sans doute choisi pour la voie de Harrow (une ancienne piste qui longe le Hog's Back) et croise la rivière Wey à cet endroit, via un gué (en anglais ford). Cela expliquerait la deuxième partie du nom « Guildford ». La racine de la première partie est sans doute à rapprocher de gold qui veut dire « or », et non  guilde aussi utilisé avec la graphie moderne  guild. Il a été suggéré que cet or réfère aux fleurs dorées trouvées près du gué ou bien au sable de cette même couleur, mais il faut se garder de toute certitude.
Dans le roman Le Morte d'Arthur de Thomas Malory, Guildford est assimilée à Astolat - un des lieux évoqués dans les histoires du Roi Arthur. Guildford garde la mémoire de ces légendes entre autres dans les noms d'un club de modélisme ferroviaire et d'un pub local, l'Astolat.
La monnaie anglaise fut frappée à Guildford à partir de 978.
Alfred Atheling, fils du roi Æthelred II d'Angleterre, vivait en Normandie, pendant les invasions danoises de l'Angleterre saxonne. Après la mort de Knut Ier le Grand, autour de 1036, Alfred retourna en Angleterre, où il fut accueilli et diverti par le comte Godwine. Godwine le remit ensuite aux hommes de Harold Ier Pied de lièvre qui lui crevèrent les yeux et le mutilèrent à tel point qu'il en succomba peu après.

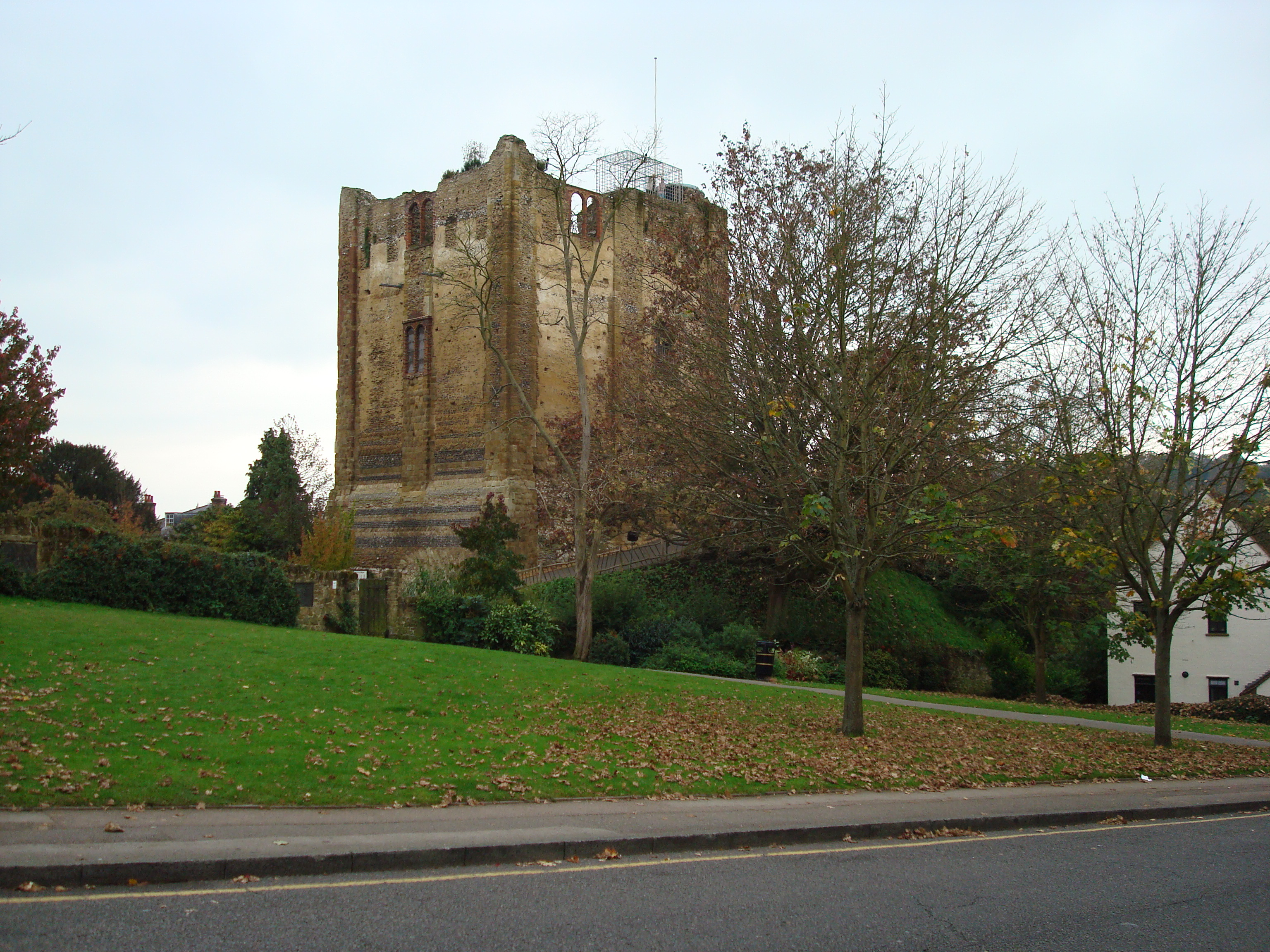
Le château de Guildford.

Le château de Guildford remonterait aux Saxons, il pourrait même les précéder. Il surplombe le passage des pèlerins entre les collines et, à l'époque, on le suppose, aurait également eu vue sur le gué de la Wey, lui donnant ainsi une position militaire stratégique, sur cette route est-ouest importante du pays, de la même façon qu'en leurs temps le château de Windsor et la tour de Londres gardaient la Tamise.
Guildford apparaît dans le Domesday Book de 1086 sous les formes Geldeford et Gildeford, elle est sous l'autorité de Guillaume le Conquérant. L'inventaire de son patrimoine était une ville ; le roi avait en sa possession 75 hagæ (maisons clôturées) pour un montant de 32 livres. Stoke, un faubourg du Guildford actuel, apparaît dans le Livre du Jugement Dernier de 1086 sous le nom de « Stoch », également dans les possessions de Guillaume le Conquérant. Son patrimoine était constitué d'une église, deux moulins pour une valeur de 5 shillings, 22 charrues, 16 acres de prairie, des bois d'une valeur de 40 cochons. Dans le parc du roi, Stoch valait 15 livres.
Guillaume le Conquérant utilisa lui-même le passage des pèlerins quand il pilla la campagne, Guildford inclus, après sa victoire à la bataille d'Hastings. Il fit construire, ou peut-être reconstruire le château dans le style de l'architecture normande, dont le donjon survit encore aujourd'hui. Il ne fait aucun doute qu'un autre rôle majeur des châteaux normands était de subjuguer les populations conquises, et c'était précisément le cas à Guildford. Au fur et à mesure que les menaces d'invasions et de révoltes s'évanouirent, le château fut reclassé en pavillon de chasse vu sa proximité au grand parc de Windsor. Plusieurs fois, Jean d'Angleterre ainsi qu'Henri III d'Angleterre se rendirent à Guildford.
Les restes du château furent restaurés à l'Époque victorienne ainsi qu'en 2004 ; le terrain environnant est un jardin public très agréable et très fleuri,.
En 1995, une chambre souterraine fut trouvée dans la rue principale (High Street) qui serait le vestige d'une synagogue du XIIe siècle. Bien que cela soit encore sujet à débat, cette découverte pourrait bien en faire la plus ancienne synagogue connue d'Europe occidentale.
Guildford élit deux membres pour la Chambre des communes d'avant la réforme de 1832 (Reform Act). Du XIVe au XVIIe siècle, Guildford prospéra du commerce de la laine.
Dans les années 1300 fut construit le hall de la ville, Guild Hall qui demeure un point d'intérêt jusqu'à nos jours. La partie nord fut agrandie en 1589 et la chambre du conseil fut ajoutée en 1683. C'est également en 1683 que l'élégante horloge qui se projette au-dessus de la rue - la rendant visible de toute la High Street, fut construite.
En 1598, un jugement royal fait référence à un sport appelé « kreckett », pratiqué au collège royal de Guildford (Royal Grammar School, Guildford) autour de 1550. D'après l'Oxford English Dictionary, c'est la première fois dans l'histoire que le mot « cricket » est mentionné dans la langue anglaise.

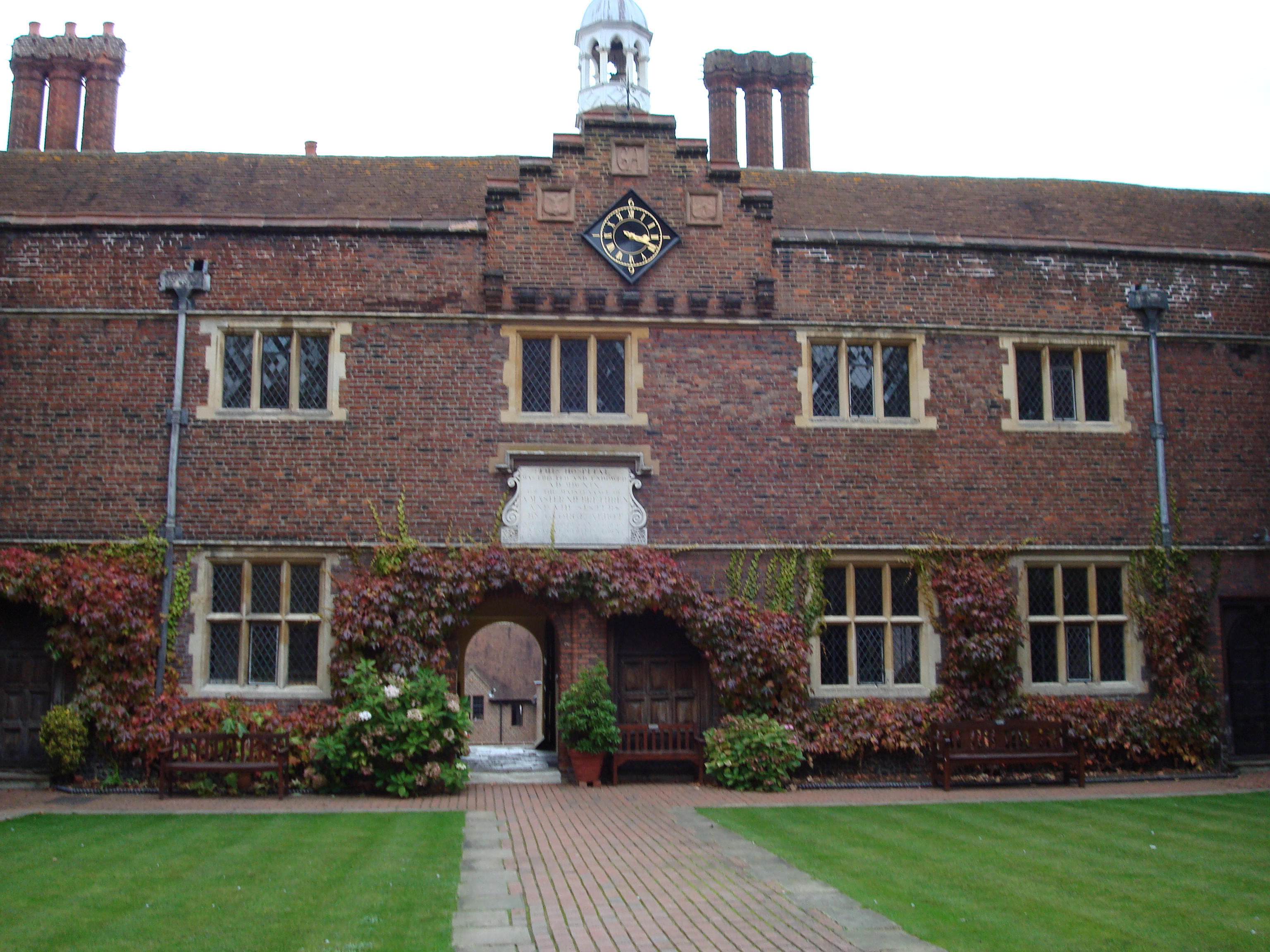
L'hôpital de la Sainte Trinité garde un rôle charitable à ce jour.

En 1619 George Abbot, archevêque de Canterbury, fonda l'hôpital de la Sainte Trinité, un des plus remarquables établissements charitables (almshouse) du pays, situé au somment de la High Street en face de l'église de la Sainte Trinité. En briques, la tour d'entrée haute de trois étages fait face à l'église; une magistrale arche de pierres mène à la cour intérieure. À chaque coin de la tour, se trouvent des tourettes octogonales surplombées de mouchettes recouvertes de plomb.

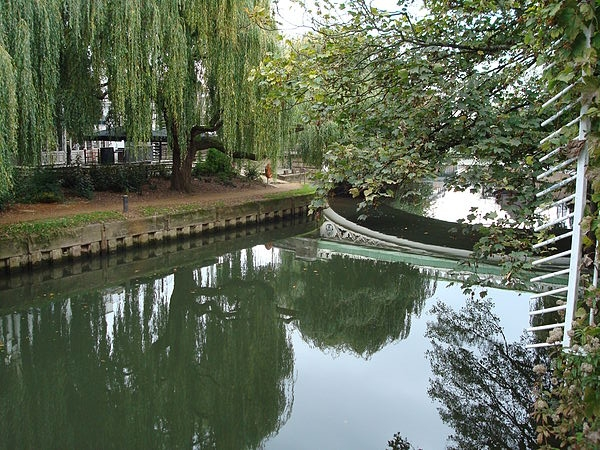
La rivière Wey est canalisée.

La prospérité de Guildford fut grandement aidée par l'achèvement en 1653 - après maintes difficultés - des travaux de navigabilité de la rivière Wey. Cela donna aux entreprises de Guildford un accès à la Tamise à Weybridge, devançant les travaux majeurs de constructions de canaux en Angleterre de plus d'un siècle. En 1764, la navigabilité fut étendue jusqu'à Godalming et en 1816 jusqu'à la mer via le canal d'Arun et son système. Le canal de Basingstoke fut également construit dans le but de rejoindre la Wey, positionnant ainsi Guildford au centre d'un réseau navigable. Bien que Farnham ne fut jamais connectée elle en bénéficia néanmoins pour le transport de ses produits étant reliée à Guildford par le passage des pèlerins.
De 1820 à 1865, Guildford fut le théâtre d'émeutes semi-organisées connues sous le nom de « Guy riots ». Les Guys se réunissaient aux abords de la ville le 5 novembre à la fin du jour. Ils portaient des masques ou des déguisements étranges et s'étaient armés de massues et de torches. À la tombée de la nuit au plus tard, ils entraient dans la ville pour se venger de ceux qui leur avaient causé du tourment pendant l'année: il se commettait alors des agressions, des atteintes à la propriété privée, et souvent les possessions des victimes étaient ensuite brûlées au milieu de la rue. Dans les années qui suivirent, les tentatives de suppression de ces émeutes virent la mort de deux policiers. Il fallut l'intervention en 1866 et 1868 de la police montée pour mettre fin à ces incidents. Des heurts similaires autour de la foire de St Catherine Hill qui se tenait juste à l'extérieur de la ville furent jugulés à la même époque,.
Le diocèse de Guildford fut créé en 1927, et la cathédrale de Guildford fut consacrée en 1961. Auparavant, Guildford faisait partie du diocèse de Winchester (Angleterre).
Le 5 octobre, 1974, des bombes dissimulées par l'Armée républicaine irlandaise provisoire explosèrent dans deux pubs de Guildford, tuant quatre militaires en permission et un civil. Les cibles retenues l'avaient été pour leur popularité auprès des soldats logés dans des baraquements proches. Les suspects arrêtés peu après (connus sous le nom de Guildford Four) furent jugés coupables et condamnés à de lourdes peines de prison en octobre 1975. Ils se plaignirent de tortures infligées par la police et clamèrent leur innocence. En 1989, après une longue bataille judiciaire, leurs condamnations furent annulées et ils furent relâchés. Le film Au nom du père est inspiré de ces évènements.
Dans l'été 2007, une ferme près du village de Normandy fut au centre d'une épidémie de fièvre aphteuse du bétail (voir : Fièvre aphteuse d'août 2007 en Angleterre). Finalement, une opération importante vint à bout de l'incident.

## Vie quotidienne et culturelle

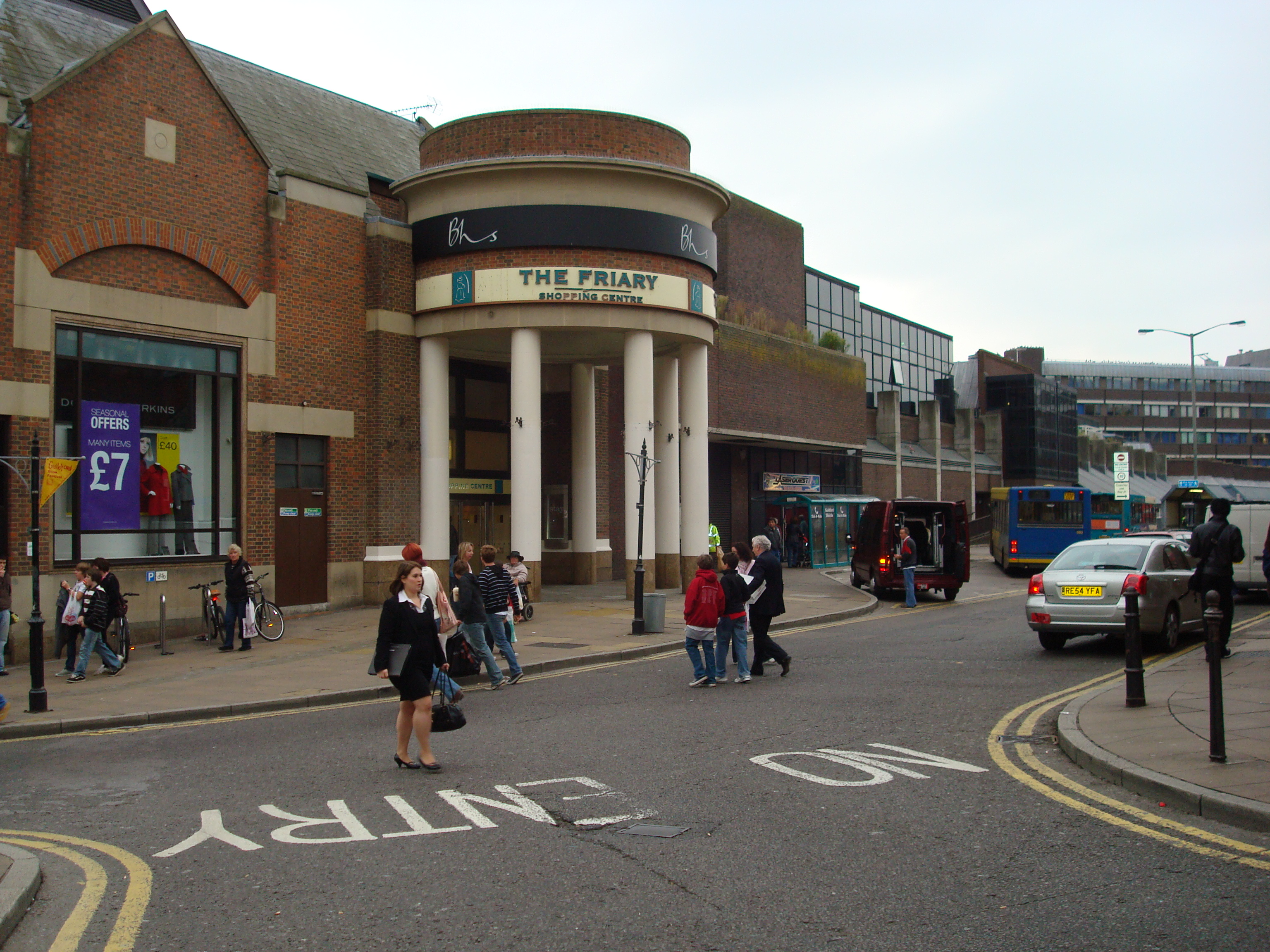
Le Friary Centre occupe l'emplacement d'une ancienne confrérie.

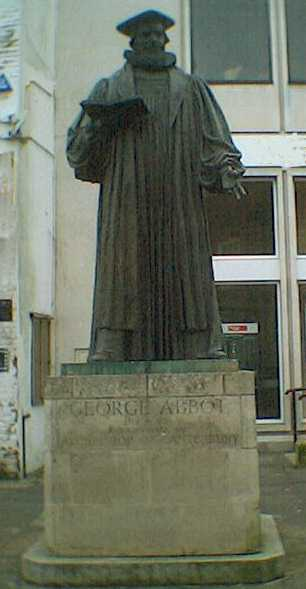
La statue de l'archevêque de Canterbury George Abbot, sise au sommet de la High Street.

À l'orée du XXIe siècle, Guildford est une ville anglaise pleine de vivacité dont la High Street (rue principale), pavée et bordée de nombreux bâtiments ayant survécu au temps, regorge de charme un peu désuet, en pente, plein de boutiques, de restaurants et bars à vin qui bordent les petites rues de chaque côté qui mènent au château, seulement tranché par les enseignes plutôt typiques du milieu urbain britannique et une fréquentation fourmillante. Lieu de shopping par excellence, pourvu que l'on ait réussi à négocier son îlot à sens unique et ses parkings aux tarifs toujours plusieurs fois en avance sur le taux de l'inflation, Guildford fait le bonheur des familles les week-ends, et la joie souvent trop arrosée de sa jeunesse les vendredis et samedis soir. Guildford bénéficie d'un centre d'information touristique et de plusieurs hôtels dont l'Angel Hotel au riche passé qui longtemps servit de relais de diligence sur la route Londres - Portsmouth.
D'après une émission de Channel Four Television ayant établi un palmarès des meilleurs et pires endroits où vivre au Royaume-Uni, Guildford se retrouva à la neuvième place des villes les plus agréables en 2006 mais se retrouva en douzième position en 2007 principalement à cause de la pollution de ses nombreuses voitures.  
Il y a un petit musée au centre-ville et l'université de Surrey est située au nord-ouest, à environ dix minutes de marche de la gare de Guildford. La cathédrale est voisine du campus principal de l'université, non loin de l'hôpital du comté du Surrey.
La plus populaire galerie d'art du Surrey se trouve à Guildford (Guildford House Gallery), elle attirait plus de 120 000 visiteurs par an en 2005-2006. Cette galerie se trouve dans la High Street, dans une bâtisse du XVIIe siècle, monument classé (Listed building, Grade I Listed). Elle est gérée par la commune de Guildford. Ouverte les mardis et samedis, l'entrée est gratuite. Ses collections d'art comprennent des œuvres ayant trait à Guildford et ses environs, et des travaux d'artistes locaux, les plus notables d'entre eux étant les peintres John Russell et surtout George Frederic Watts, lié au mouvement symboliste. Ici on trouve une minorité insignifiante des œuvres de George Frederic Watts car sa galerie principale de prix d'entrée modique se trouve à l'ouest de la ville dans le village de Compton.
Avec une vie culturelle riche, Guildford a plusieurs théâtres dont le théâtre Yvonne Arnaud, souvent hôte de productions rodées à, ou en route vers, les scènes du West End de Londres. The Electric Theatre ouvrit ses portes pour la première fois en 1997, mettant à son programme des musiciens, groupes, acteurs et troupes amateurs. Guildford a également un cinéma multiplex Odeon, ayant la capacité de montrer des films tournés en numérique.
On trouve un riche choix de cuisines mondiales à Guildford : des pubs, des pizzerias, des wagamama (fusion japonaise/malaisienne), des fast-foods, des restaurants indiens, des enseignes chinoises jusque dans le village attenant de Shalford, des établissements de la cuisine européenne ou en revanche les camionnettes kebabs/burgers/frites, et des restaurants thaïlandais comme la Thai Terrace qui offre une vue en hauteur de toute la ville.
Les fêtards les plus jeunes et les moins fortunés se regroupent dans les bars et de petites boîtes de nuit près de la gare (Bar Med, Yates' - plus connu pour ses rixes que pour sa musique -, Lloyd's, Flares - un antre disco aux décorations psychédéliques-, la Canteen, le Five and Lime, le Legion ou le Slug and Lettuce). Le Boiler Room accueille les talents en herbe de poésie ou de chanson amateur, et du cinéma.
Le Stoke Park offre, entre autres, des courts de tennis et est entouré de quartiers assez aisés. Le parc accueille le festival de musique GuilFest pendant l'été et une foire d'agriculture, le Surrey County Show, lors du dernier jour férié du mois de mai. Face au parc, la municipalité a construit et gère un complexe sportif, le Spectrum, qui comprend notamment une grande patinoire (qui accueille l'équipe de hockey, les Guildford Flames), un bowling, une piscine, des courts de squash, une piste d'athlétisme, etc.
Guildford compte plusieurs stations de radio : 96.4 The Eagle, County Sound Radio 1566 AM, GU2 Radio, et BBC Southern Counties Radio.
Guildford a également son marché qui se tient les vendredis et samedis sur North Street. Un marché fermier se tient aussi chaque premier mardi du mois dans la High Street.

## Personnalités nées à Guildford
- Ritu Arya, actrice britannique;
- Iain Ballamy (en), compositeur et saxophoniste ;
- Jean Jacques Burnel, bassiste  du groupe de musique punk The Stranglers ;
- Leonard Colebrook, médecin, physiologiste et bactériologiste ;
- Lily Collins, mannequin, actrice, écrivain et journaliste ;
- Richard Faulds (1977-), champion olympique de tir sportif ;
- Austen Ivereigh, écrivain catholique anglais ;
- Amelia Kyambadde, femme politique ougandaise;
- Andrew Latimer, guitariste du groupe de rock progressif Camel ;
- Peter Molyneux, designer et programmeur de jeux vidéo ;
- Georgina Reilly, actrice britannique ;
- Mike Rutherford, bassiste et guitariste du groupe de rock progressif Genesis et fondateur du groupe Mike & The Mechanics ;
- Pelham Grenville Wodehouse, auteur humoriste britannique, créateur du personnage de Jeeves ;
- John Tiner[18]
- Vikkstar123, youtubeur britannique.

## Sports
Guildford possède une équipe de hockey sur glace, les Guildford Flames, évoluant en Elite Ice Hockey League

## Jumelage
- Freiburg-im-Breisgau (Allemagne)
- Montmorillon (France)